# Sylvirana
A Sylvirana a kétéltűek (Amphibia) osztályába, valamint a békák (Anura) rendjébe és a valódi békafélék (Ranidae) családjába tartozó nem.

## Előfordulásuk
A nembe tartozó fajok Kelet- és Délkelet-Ázsiában honosak (Kína,Tajvan, Mianmar,Thaiföld, Laosz, Kambodzsa, Bhután, Nepál, Banglades, India).

## Taxonómiai helyzete
Az eredeti, 1992-es javaslat szerint a Rana alneme lett volna, majd a Hylarana szinonámája volt. Molekuláris genetikai vizsgálatokat követően Oliver, Prendini, Kraus és Raxworthy emelte 2015-ben önálló nem rangra.

## Rendszerezés
A nembe az alábbi fajok tartoznak:
- Sylvirana annamitica Sheridan & Stuart, 2018
- Sylvirana cubitalis (Smith, 1917)
- Sylvirana faber (Ohler, Swan, & Daltry, 2002)
- Sylvirana guentheri (Boulenger, 1882)
- Sylvirana lacrima Sheridan & Stuart, 2018
- Sylvirana malayana Sheridan & Stuart, 2018, PLoS One, 13(3: e0192766):
- Sylvirana maosonensis (Bourret, 1937)
- Sylvirana montosa Sheridan & Stuart, 2018
- Sylvirana mortenseni (Boulenger, 1903)
- Sylvirana nigrovittata (Blyth, 1856)
- Sylvirana roberti Sheridan & Stuart, 2018
- Sylvirana spinulosa (Smith, 1923)